# Grand Prix Brazylii 1987
Grand Prix Brazylii 1987 (oryg. Grande Prmio do Brasil) – pierwsza runda Mistrzostw Świata Formuły 1 w sezonie 1987, która odbyła się 12 kwietnia 1987, po raz ósmy na torze Jacarepaguá.
16. Grand Prix Brazylii, 15. zaliczane do Mistrzostw Świata Formuły 1.

## Klasyfikacja
| Legenda oznaczeń w tabelach wyników Wyświetl szablon na nowej stronie | Legenda oznaczeń w tabelach wyników Wyświetl szablon na nowej stronie                                                                     |
| Oznaczenie                                                            | Wyjaśnienie |
| --------------------------------------------------------------------- | --- |
| Złoty                                                                 | Zwycięzca lub mistrzostwo |
| Srebrny                                                               | 2. miejsce lub wicemistrzostwo |
| Brązowy                                                               | 3. miejsce lub II wicemistrzostwo |
| Zielony                                                               | Ukończył, punktował (w klasyfikacji generalnej, gdy zdobył co najmniej jeden punkt na przestrzeni sezonu, poza trzema powyższymi opcjami) |
| Niebieski                                                             | Ukończył, nie punktował (w klasyfikacji generalnej, gdy nie zdobył co najmniej jednego punktu na przestrzeni sezonu)                      |
| Czerwony                                                              | Nie zakwalifikował się (NZ) |
| Czerwony                                                              | Nie prekwalifikował się (NPK) |
| Różowy                                                                | Nie ukończył (NU) |
| Różowy                                                                | Niesklasyfikowany (NS) (w klasyfikacji generalnej, gdy nie został sklasyfikowany w żadnym wyścigu sezonu)                                 |
| Czarny                                                                | Zdyskwalifikowany (DK) |
| Czarny                                                                | Wykluczony (WYK/EX) |
| Biały                                                                 | Nie wystartował (NW) |
| Biały                                                                 | Kontuzjowany (K/INJ) |
| Biały                                                                 | Wyścig odwołany (OD/C) |
| Bez koloru                                                            | Został wycofany (WYC/WD) |
| Bez koloru                                                            | Nie przybył (NP/DNA) |
| Bez koloru                                                            | Nie brał udziału w treningach (NT/DNP) |
| Bez koloru                                                            | Nie został zgłoszony (–) |
| Pogrubienie                                                           | Start z pole position |
| Kursywa                                                               | Najszybsze okrążenie wyścigu |
| †                                                                     | Nie ukończył, ale jego rezultat został zaliczony ze względu na przejechanie więcej niż 90% dystansu wyścigu.                              |
| *                                                                     | Sezon w trakcie |
| 1/2/3                                                                 | Punktowana pozycja w sprincie kwalifikacyjnym                                                                                             |
| Lista systemów punktacji Formuły 1                                    | |

| Pos    | No | Kierowca           | Konstruktor            | Okrążeń | Czas/powód NU   | Poz. Start. | Punktów |
| ------ | -- | ------------------ | ---------------------- | ------- | --------------- | ----------- | ------- |
| 1      | 1  | Alain Prost        | McLaren-TAG            | 61      | 1:39:45.141     | 5           | 9       |
| 2      | 6  | Nelson Piquet      | Williams-Honda         | 61      | + 40.547        | 2           | 6       |
| 3      | 2  | Stefan Johansson   | McLaren-TAG            | 61      | + 56.758        | 10          | 4       |
| 4      | 28 | Gerhard Berger     | Ferrari                | 61      | + 1:39.235      | 7           | 3       |
| 5      | 20 | Thierry Boutsen    | Benetton-Ford          | 60      | + 1 Okrążenie   | 6           | 2       |
| 6      | 5  | Nigel Mansell      | Williams-Honda         | 60      | + 1 Okrążenie   | 1           | 1       |
| 7      | 11 | Satoru Nakajima    | Lotus-Honda            | 59      | + 2 Okrążeń     | 12          |         |
| 8      | 27 | Michele Alboreto   | Ferrari                | 58      | Wypadł z toru   | 9           |         |
| 9      | 10 | Christian Danner   | Zakspeed               | 58      | + 3 Okrążeń     | 17          |         |
| 10 (1) | 3  | Jonathan Palmer    | Tyrrell-Ford           | 58      | + 3 Okrążeń     | 18          |         |
| 11 (2) | 4  | Philippe Streiff   | Tyrrell-Ford           | 57      | + 4 Okrążeń     | 20          |         |
| 12 (3) | 14 | Pascal Fabre       | AGS-Ford               | 55      | + 6 Okrążeń     | 22          |         |
| NU     | 18 | Eddie Cheever      | Arrows-Megatron        | 52      | Przegrzanie     | 14          |         |
| NU     | 12 | Ayrton Senna       | Lotus-Honda            | 50      | Silnik          | 3           |         |
| NU     | 7  | Riccardo Patrese   | Brabham-BMW            | 48      | elektronika     | 11          |         |
| NU     | 8  | Andrea de Cesaris  | Brabham-BMW            | 21      | Różne           | 13          |         |
| NU     | 17 | Derek Warwick      | Arrows-Megatron        | 20      | Silnik          | 8           |         |
| WD     | 21 | Alex Caffi         | Osella-Alfa Romeo      | 20      | Withdrew        | 21          |         |
| NU     | 24 | Alessandro Nannini | Minardi-Motori Moderni | 17      | Zawieszenie     | 15          |         |
| NU     | 9  | Martin Brundle     | Zakspeed               | 15      | Turbo           | 19          |         |
| NU     | 19 | Teo Fabi           | Benetton-Ford          | 9       | Turbo           | 4           |         |
| DK     | 23 | Adrián Campos      | Minardi-Motori Moderni | 3       | Dyskwalifikacja | 16          |         |
| NW     | 16 | Ivan Capelli       | March-Ford             | 0       | Nie wystartował | 23          |         |